# نپروازکا
نپروازکا (به چکی: Nepřevázka) یک منطقهٔ مسکونی در جمهوری چک است که در ناحیه ملادا بولسلاو واقع شده‌است. نپروازکا ۳۸۵ نفر جمعیت دارد.